# Arthur T. Hannett
Arthur Thomas Hannett (17 février 1884 – 18 mars 1966) est un homme politique américain, connu pour avoir été  gouverneur du Nouveau-Mexique de 1925 à 1927.

## Biographie
Il est né le 17 février 1884 à Lyons, dans l'État de New York, fils de William Hannett et Mary McCarthy. Après avoir terminé ses études secondaires, il entre à l'université de Syracuse, dont il sort diplômé en 1910. Hannett s’installe à Gallup, au Nouveau-Mexique, en 1911, où il commence à pratiquer le droit. Sa première fonction publique est celle d’avocat municipal, et il exerce également comme maire de Gallup pendant quatre ans. Hannett épouse Louise Westfall, fille de William et Estella Westfall, à Clyde, dans l'État de New York, le 13 août 1913. Il est délégué suppléant du Nouveau-Mexique à la Convention nationale démocrate de Baltimore en 1912, et président de la délégation du Nouveau-Mexique à la Convention nationale démocrate de San Francisco en 1920.
Après avoir siégé à la Commission des routes de l'État de mars 1923 à décembre 1924, Hannett est élu gouverneur du Nouveau-Mexique et exerce ses fonctions du 1er janvier 1925 au 1er janvier 1927.
Durant son mandat, il modifie le tracé de la route 66, la faisant passer par Albuquerque via le Tijeras Canyon, au lieu de Santa Fe. Cette modification permettait aux conducteurs de gagner près de quatre heures de trajet. Selon une légende, cette décision visait à affaiblir le pouvoir du "Santa Fe Ring (en)", un groupe influent de politiciens et d'hommes d'affaires républicains qui avait dominé la scène politique du Nouveau-Mexique à la fin du XIXe siècle et au début du XXe siècle.
Il meurt le 18 mars 1966 à Albuquerque, au Nouveau-Mexique.